# Даніеле Такконі
Даніеле Такконі (італ. Daniele Tacconi, нар. 18 листопада 1960, Пелаго, Італія) — італійський футболіст, що грав на позиції захисника.
Виступав за молодіжну збірну Італії.

## Клубна кар'єра
Вихованець футбольної школи клубу «Перуджа». Дорослу футбольну кар'єру розпочав 1978 року в основній команді того ж клубу, в якій провів чотири сезони, взявши участь у 63 матчах чемпіонату.
Згодом з 1982 по 1991 рік грав у складі команд клубів «Пескара», «Мілан», «Монца», «Реджяна» та «Перуджа».
Завершив професійну ігрову кар'єру у клубі «Катандзаро», за команду якого виступав протягом 1991—1992 років.

## Виступи за збірну
1980 року залучався до складу молодіжної збірної Італії. На молодіжному рівні зіграв у п'яти офіційних матчах. Був учасником чемпіонату Європи.

## Статистика виступів

### Статистика клубних виступів
| Сезон        | Команда      | Ліга     | Ігор. | Голів |
| ------------ | ------------ | -------- | ----- | ----- |
| 1978-79      | «Перуджа»    | Серія A  | 3     | 0     |
| 1979-80      | «Перуджа»    | Серія A  | 22    | 0     |
| 1980-81      | «Перуджа»    | Серія A  | 22    | 1     |
| 1981-82      | «Перуджа»    | Серія B  | 12    | 0     |
| 1982-83      | «Перуджа»    | Серія B  | 4     | 0     |
| 1982-83 (10) | «Пескара»    | Серія C1 | 21    | 2     |
| 1983-84      | «Мілан»      | Серія A  | 12    | 0     |
| 1984-85      | «Монца»      | Серія B  | 15    | 1     |
| 1985-86      | «Монца»      | Серія B  | 26    | 2     |
| 1986-87      | «Монца»      | Серія C1 | 26    | 1     |
| 1987-88      | «Монца»      | Серія C1 | 0     | 0     |
| 1987-88 (11) | «Реджяна»    | Серія C1 | 22    | 0     |
| 1988-89      | «Реджяна»    | Серія C1 | 32    | 0     |
| 1989-90      | «Реджяна»    | Серія B  | 15    | 0     |
| 1990-91      | «Перуджа»    | Серія C1 | 21    | 0     |
| 1991-92      | «Катандзаро» | Серія C2 | 32    | 0     |
| Усього       | Усього       | Усього   | 285   | 7     |